# Isabellpirol
Der Isabellpirol (Oriolus isabellae) ist eine seltene Singvogelart aus der Familie der Pirole. Er kommt auf der philippinischen Insel Luzon vor.

## Merkmale
Der Isabellpirol erreicht eine Körperlänge von 21 bis 23 cm und ein Gewicht von 42 bis 50 g. Das Gefieder ist an der Oberseite einheitlich gelblich-oliv, um das Auge herum undeutlich heller gelb. Scheitel und Zügel sind gelblich-oliv. Die Oberflügel sind gelblich-oliv. Die Schwungfedern haben stumpfbraune Innenfahnen. Der Schwanz ist an der Oberseite einheitlich gelblich oliv und an der Unterseite gelblicher. Die schmalen Schwanzspitzen sind hellgelblich. Kinn, Kehle und Unterseite sind einheitlich einfarbig gelb. Die Iris ist dunkelbraun bis rötlichbraun. Um das Auge verläuft ein grauer Ring. Der Schnabel ist blaugrau, entlang der Schnittkante heller. Die Beine sind grau bis blaugrau oder gräunlich-hornfarben. Die Geschlechter sehen gleich aus. Die Jungvögel sind unbeschrieben.

## Vorkommen

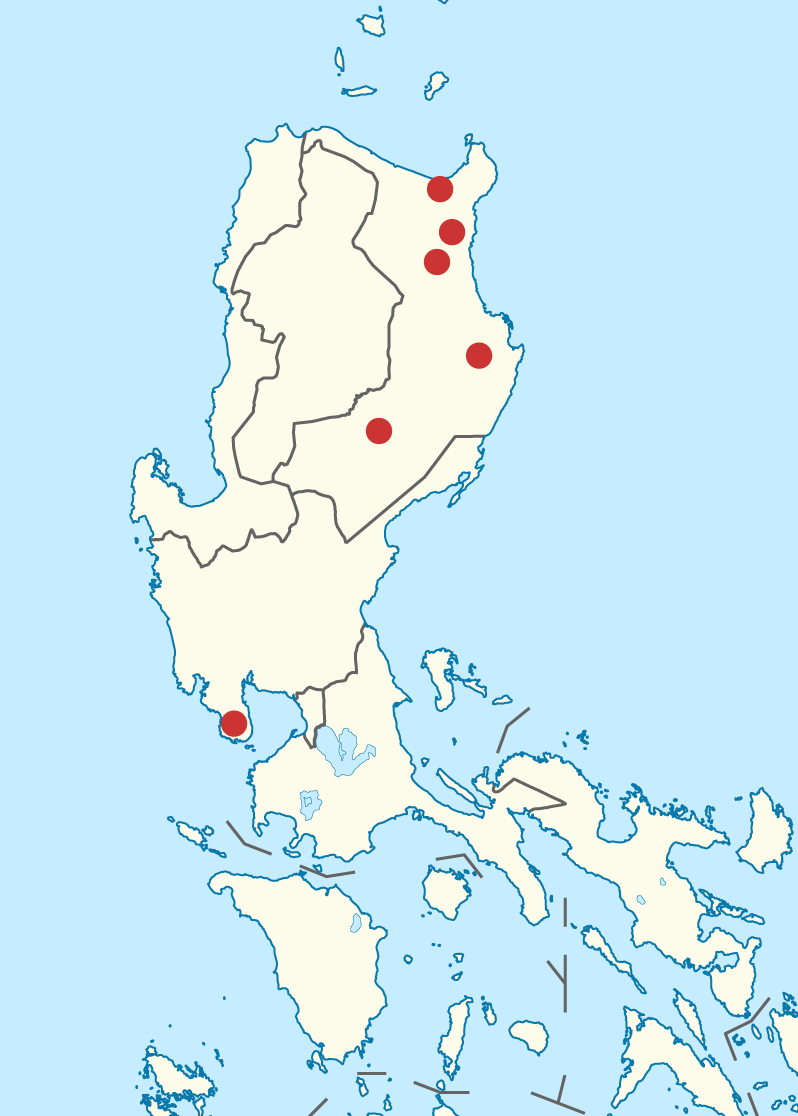
Verbreitungskarte mit den Fundorten des Isabellpirols

Der Isabellpirol bewohnt Gebirge im Norden der Insel Luzon in den Provinzen Cagayan, Quirino und Isabela. Früher war er auch in der Provinz Bataan heimisch, wo die Population heute erloschen ist.

## Lebensraum
Der Isabellpirol kommt im Tieflandregenwald, insbesondere im dichten Bambuswald, sowie in Sekundärwäldern und an Waldrändern in Höhenlagen bis zu 440 m vor. Zu den dokumentierten Fundorten gehören der Rand eines kleinen Sekundärwaldrestes in der Nähe einer Plantage, der Rand einer Abholzungsstraße und degradierter Wald mit ausgedehnten Bambusbeständen.

## Nahrungsverhalten
Die Nahrung umfasst Früchte sowie Insekten und deren Larven, darunter Raupen. Der Isabellpirol geht alleine, paarweise oder in kleinen Gruppen auf Nahrungssuche. Oft schließt er sich gemischten Artschwärmen an. Man kann ihn, oft in fruchttragenden Bäumen, vom mittleren Stockwerk bis zur Baumkrone beobachten. 

## Fortpflanzungsverhalten
Fünf von sechs gesammelten Exemplaren aus der Provinz Cagayan hatten im April vergrößerte Gonaden. Im Mai hatten drei von fünf Männchen aus der Provinz Isabela vergrößerte Hoden, eines von fünf Weibchen war in Brutstimmung und ein junges Weibchen wurde von einem adulten Weibchen gefüttert.

## Gefährdung
Der Isabellpirol kommt in der Endemic Bird Area Luzon vor. Vermutlich existiert nur noch eine kleine und schnell abnehmende Population aufgrund des umfangreichen und anhaltenden Habitatverlusts, der Degradierung und Fragmentierung innerhalb des relativ kleinen Verbreitungsgebiets von ca. 90.000 km². Er ist nur von drei Fundorten in der Provinz Bataan und drei in der Provinz Cagayan sowie je einem in den Provinzen Isabela und Quirino bekannt. Die letzten Nachweise stammen aus den Jahren 1960 und 1961, als 1961 in der Nähe von San Marino (Provinz Isabela) elf Exemplare innerhalb von zwölf Tagen gesammelt wurden, was darauf hindeutet, dass die Art zu dieser Zeit in einem geeigneten Habitat relativ häufig war. Der rasche Verlust des Lebensraums seither und die geringe Anzahl von Nachweisen trotz der Suche durch eine wachsende Zahl von Feldforschern deuten darauf hin, dass die Art einen raschen Populationsrückgang erlebt hat. Aus der Provinz Bataan im Südosten von Luzon gab es seit 1947 keine Nachweise mehr. Im Nordosten von Luzon, wo der Isabellpirol 1993 von Anita Gamauf wiederentdeckt wurde, überleben ungefähr 250 adulte Exemplare. Weitere Sichtungsnachweise gab es in den Jahren 1994, 2003 und 2004, wobei im letztgenannten Jahr auch ein Individuum gefangen wurde. Seit August 2012 wurde der Isabellpirol an fünf Orten nachgewiesen: Ipil (Gonzaga, Provinz Cagayan), Mansarong (Baggao, Provinz Cagayan), Ambabok, Dunoy Lake und Diwagden Creek (San Mariano, Provinz Isabela). Der Verlust von Tieflandwäldern wird als Hauptbedrohung angenommen. 1988 waren nur noch ungefähr 25 % der Waldbedeckung von Luzon vorhanden, wobei die meisten dieser Gebiete unter Abholzungskonzessionen stehen und die Rodung sogar innerhalb von geschützten Gebieten stattfindet.